# Луїс Марія Ечеберрія
Луїс Марія Ечеберрія (ісп. Luis María Echeberría; 23 березня 1940, Ерандіо — 19 жовтня 2016, Гечо) — іспанський футболіст, що грав на позиції захисника.
Виступав, зокрема, за «Атлетік Більбао», з яким став володарем Кубка Іспанії, а також національну збірну Іспанії. У складі збірної — чемпіон Європи та учасник чемпіонату світу.

## Клубна кар'єра
Вихованець клубу «Депортіво Гечо», в якому Ечеберрія дебютував на дорослому рівні, провівши два сезони у третьому дивізіоні. Після цього протягом 1960—1961 років захищав кольори клубу «Басконія» у Сегунді.
Своєю грою за останню команду привернув увагу представників тренерського штабу клубу «Атлетік Більбао», до складу якого приєднався 1961 року. Дебютував у Прімері 10 вересня 1962 року в матчі проти «Севільї» (2:1) і завершив свій дебютний сезон 29 матчами в лізі (з можливих 30), а його команда фінішувала п'ятою. У наступні роки Ечеберрія була частиною легендарної оборони «Атлетіка», яка складалась з воротаря Хосе Анхеля Ірібара, та захисників Хесуса Арангурена та Іньякі Саеса, зігравши у понад 300 офіційних іграх за клуб. Загалом відіграв за клуб з Більбао одинадцять сезонів своєї ігрової кар'єри і 1969 року виграв з командою Кубок Іспанії.
Завершив ігрову кар'єру у команді «Баракальдо» з Сегунди, за яку виступав протягом 1972—1973 років.

## Виступи за збірну
Не зігравши жодної гри у складі національної збірної Іспанії, Ечеберрія був включений до заявки на чемпіонату світу 1962 року у Чилі, де і дебютував за збірну 6 червня у грі проти Бразилії (1:2). Цей матч залишився єдиним для захисника на тому турнірі, а його команда посіла останнє місце у групі.
Згодом протягом року зіграв ще у трьох матчах за «червону фурію», після чого поїхав з командою на домашній чемпіонат Європи 1964 року, здобувши того року титул континентального чемпіона, втім за збірну більше жодного разу так і не зіграв. Загалом протягом кар'єри у національній команді провів у її формі 4 матчі.
Помер 19 жовтня 2016 року на 77-му році життя у місті Гечо.

## Титули і досягнення
- Володар Кубка Іспанії (1):

«Атлетік Більбао»: 1969
- Чемпіон Європи (1):

Іспанія: 1964